# Rio Gerês
O Rio Gerês é um rio português que nasce no Parque Nacional da Peneda-Gerês.